# Echo-planar imaging
L'echo-planar imaging (EPI) è una sequenza di eccitazione per l'imaging a risonanza magnetica inventata da Peter Mansfield e usata principalmente per la risonanza magnetica funzionale e per l'imaging cardiaco. È caratterizzata da una elevata risoluzione temporale, in quanto con una sola eccitazione si acquisisce una immagine completa. Il contrasto di questa immagine è pesato T2*.

## Tecnica

schema dei segnali RF e dei gradienti della sequenza EPI

Attraversamento del k-spazio di una sequenza EPI

L'EPI è una sequenza basata sulla sequenza gradient echo, in cui vengono acquisiti eco multipli, ognuno con una diversa codifica di fase. Dopo l'impulso a radiofrequenza, viene applicato un gradiente di defasamento (dephasing) sull'asse di lettura contemporaneamente al gradiente di codifica di fase. Dopo questi due gradienti, viene applicato il primo gradiente di lettura. Nel centro del gradiente di lettura, si forma un'eco, corrispondente ad una linea ad una estremità del k-spazio. Finito il gradiente di lettura, viene applicato un piccolo gradiente di codifica di fase (chiamato blip), seguito da un altro gradiente di lettura a polarità invertita. Questo secondo gradiente leggerà la riga successiva del k-spazio, in direzione opposta, come mostrato nella seconda figura. La stessa sequenza blip-lettura viene ripetuta fino all'acquisizione di tutto il k-spazio.

## Estensioni
Altre forme di acquisizione possono essere usate per migliorare le caratteristiche della sequenza EPI. Nella variante Spin Echo-EPI si utilizza la sequenza spin echo come base invece della gradient echo. Questo vuol dire utilizzare un impulso a radiofrequenza di 180° prima del treno di acquisizioni. In questo modo si può ottenere un contrasto T2-pesato.
Anche il k-spazio può essere attraversato in traiettorie diverse, ad esempio traiettorie a spirale o radiali.
Nel caso di aree tridimensionali acquisite in una sola eccitazione tramite lo stesso principio, la sequenza prende il nome di echo volume imaging o EVI.